# Hershey

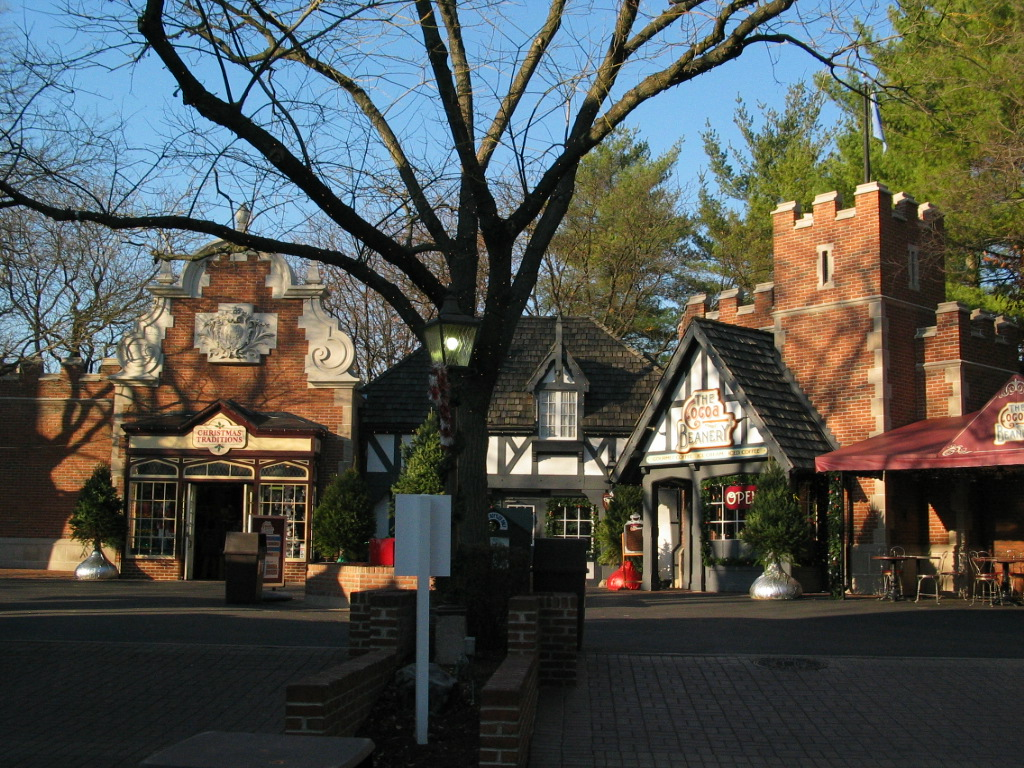
Hershey Park

Hershey är en oinkorporerad ort i Dauphin County, Pennsylvania, USA. Befolkningen är 12 771 enligt United States Census Bureau år 2000. Hershey är känd för chokladföretaget The Hershey Company, sin nöjespark, Hershey Park, och för ishockeylaget Hershey Bears, som är farmarlag till Washington Capitals. Närmsta flygplats är Harrisburg International Airport, cirka 2 mil sydväst om Hershey.

## Byggnader och sevärdheter
- GIANT Center, hemmaarena för Hershey Bears
- Hershey's Chocolate World
- Hersheypark Arena
- Hersheypark Stadium
- Hotel Hershey
- Hershey Museum
- Hersheypark
- The Hershey Lodge
- Milton Hershey School
- Hershey Area Playhouse
- Hershey Public Library
- Hershey Shopping Outlets
- Parkview Cross Country Course